# Янсен, Тео
Те́о Я́нсен (нидерл. Theo Jansen; 17 марта, 1948, Гаага, Нидерланды) — нидерландский художник и кинетический скульптор. Известен своими особыми скульптурами, напоминающими скелеты животных, способными передвигаться под воздействием ветра по песчаным пляжам. Янсен называет эти скульптуры «животными», «созданиями», «искусственными формами жизни». При их создании автор использовал генетические алгоритмы, которые симулируют эволюцию биологических видов. Генетические алгоритмы могут быть изменены для решения различных проблем, включая создание комплексных систем.

## Strandbeest

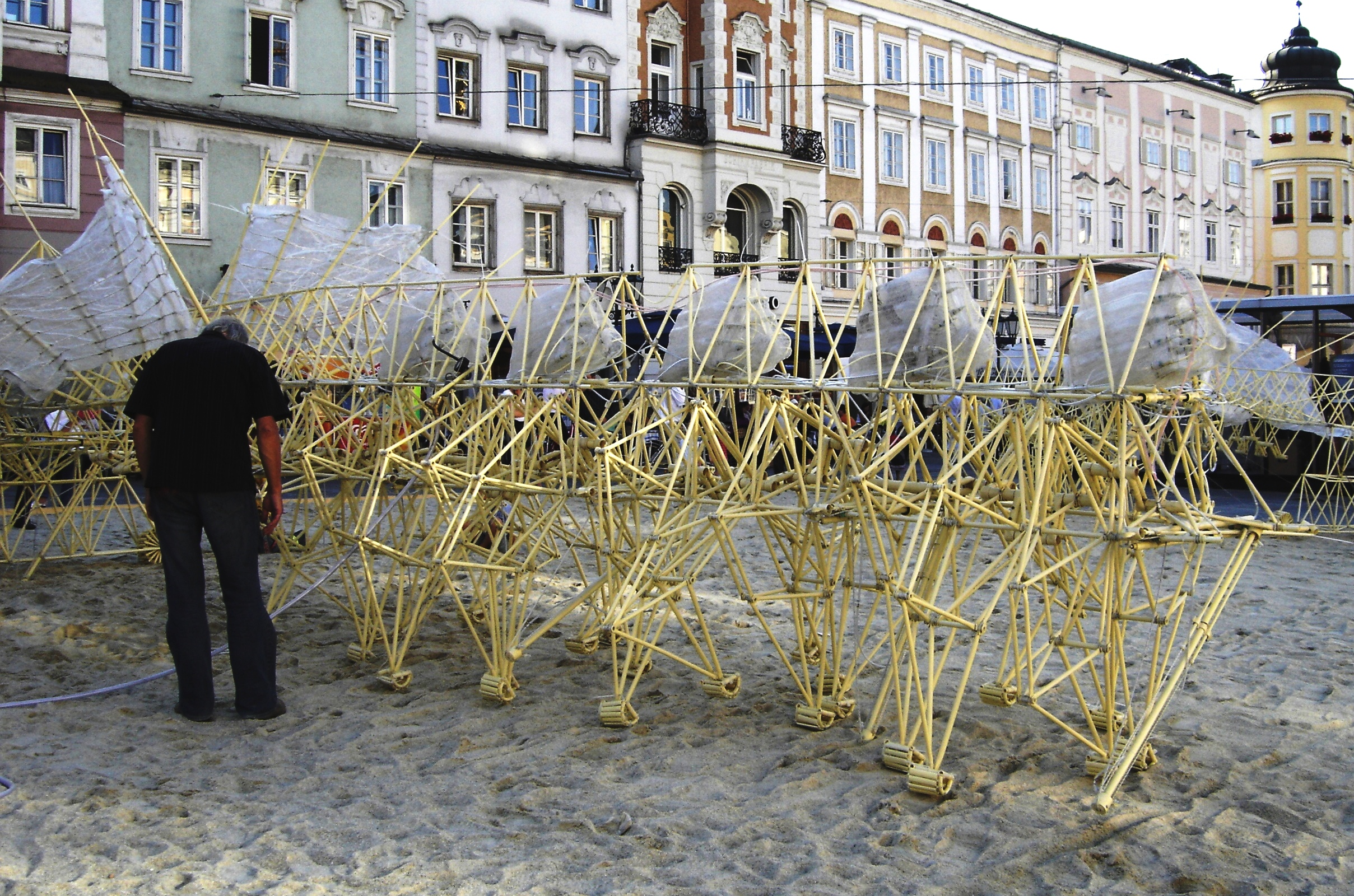
"Пляжное животное" Тео Янсена выставлено на городской площади Линца. Ars Electronica, 2005

С 1990 года Янсен создаёт движимых ветром «пляжных животных» (нидерл. Strandbeest; strand = пляж; beest = зверь), которых сам он считает примером искусственной жизни. Вначале автором была создана первичная, зачаточная «порода», которая затем развивалась методами эволюционного моделирования. От поколения к поколению механизмы совершенствуются и «адаптируются» к условиям песчаного пляжа, куда Янсен «выпускает» их. Текущее (2015 год) поколение скульптур — это достаточно сложные структуры, способные взаимодействовать с окружающей средой, в том числе, реагировать на её изменения.

«Со временем эти скелеты стали значительно лучше выдерживать воздействие сильного ветра и воды и, в конце концов, я хочу вывести стада этих животных на пляжи, чтобы они жили своей собственной жизнью».— http://strandbeest.com/
Янсен, говоря о своих работах, намеренно использует биологические метафоры, подчёркивая своё видение, что механизмы почти обладают характеристиками живых организмов, с точки зрения движения и простейшей способности к принятию решений.
Скульптуры изготавливаются из ПВХ-труб и ткани, образующей аэродинамические поверхности, и представляют собой сложные конструкции с точно выверенными размерами. В некоторых моделях присутствуют батареи пластиковых бутылок в качестве пневматических аккумуляторов энергии. Для передвижения используются характерные шагающие механизмы, которые на песчаной поверхности оказались, по словам автора, более эффективными, чем колёса.
«Создания» приводятся в движение ветром. Дополнительно имеется возможность аккумулировать давление воздуха и использовать его для движения в отсутствие ветра:

«Есть крылья, двигающиеся вверх и вниз под действием ветра, и есть соединенные с этими крыльями насосы, которые закачивают воздух под высоким давлением в бутылки. Сжатый воздух может приводить в движение мускулы — «лыжные палки», которые приподнимают животное и помогают протолкнуть его по рыхлому песку». 
... а также для работы систем управления:

«Мускулы могут открывать вентили, чтобы активировать другие мускулы, которые могут открывать другие вентили, и так далее. Так создается центр управления, который можно сравнить с мозгом».
Более сложные творения Янсена могут распознать своё попадание в воду и выйти из неё. Существует модель, способная распознать приближающийся шторм и закрепиться на поверхности.

## Кинематика механизма конечности в скульптурах Тео Янсена
Автором была выбрана кинематическая схема конечности, состоящая из 7 подвижных звеньев — 5 отрезков и 2 треугольника, которая в двух точках крепится к корпусу. Условные линии по вертикали и горизонтали между точками крепления к корпусу (на рисунке это линии {\displaystyle a,l} формируют два дополнительных размера. Таким образом схему полностью описывают 13 значений длин отрезков и она имеет одну степень свободы. Изменение длин отрезков очень сильно меняет траекторию движения точки опоры.
Большинство комбинаций не обеспечивают необходимое для шага длительное горизонтальное движение в нижней точке. Для поиска удовлетворительной комбинации Янсен в 1990 году написал программу, строившую траекторию для указанного набора 13 параметров. Но простой перебор значений для поиска идеала занял бы слишком много времени. Янсен применил метод, похожий на эволюционный отбор. Он случайным образом сгенерировал 1500 разных комбинаций и построил для них траектории. Были отобраны только несколько десятков, у которых нижняя траектория была прямее, чем у остальных. Внутри отобранных комбинаций параметры обменивались («скрещивались») и иногда немного менялись, из чего был составлена группа из новых 1500 комбинаций. Так продолжалось много циклов, в результате чего была найдена комбинация, обеспечивающая достаточно протяжённый близкий к прямолинейному участок траектории движения точки опоры (обозначен на схемах красным). Янсен назвал набор из 13 чисел «генетическим кодом» своих «пляжных зверей».
Движение нескольких конечностей синхронизируется присоединением их кривошипов к единому валу (обозначено зелёной окружностью).

Отдельная конечность в движении
Указаны оптимальные длины отрезков. Отрезки a и l условны, так как проложены между точками крепления к корпусу. Кривошип m одним концом прикреплён к корпусу и совершает вращательные движения. Траектория точки опоры (обозначена красным) имеет участок, по форме близкий к прямой линии.
Шесть ног в движении. В каждый момент времени 4 точки опоры контактируют с поверхностью.